# Astathes formosana
Astathes formosana là một loài bọ cánh cứng trong họ Xén tóc.